# Нино Харатишвили
Нино Харатишвили (на немски: Nino Haratischwili) е грузинско-немска писателка и театрален режисьор, автор на пиеси и романи.

## Биография
Нино Харатишвили е родена през 1983 г. в Тбилиси, Грузия.
В юношеска възраст основава „Театър на люляка („Fliedertheater“) – немско-грузинска театрална трупа, за която от 1998 до 2003 г. редовно пише и поставя пиеси.
Нино следва кинорежисура в държавната школа за кино и театър в Тбилиси, а от 2003 до 2007 г. – театрална режисура в Театралната академия в Хамбург.
Като режисьор Харатишвили поставя многобройни премиери, напр. в „Дойчес театър“ в Гьотинген и в театрите „Кампнагел“ и „Талия“ в Хамбург.
Драматичните творби на Харатишвили получават много отличия
За първия си роман „Юлия“ („Juja“) (2010) писателката е удостоена през 2011 г. с „Наградата за дебют на Буденброковия дом“ в Любек.
Вторият ѝ роман „Моят нежен близнак“ („Mein sanfter Zwilling“) (2011) печели наградата за номинация на независимите издателства.
През 2014 г. излиза четвъртият ѝ роман „Осмият живот (за Брилка)“ („Das achte Leben (Für Brilka)“), за който печели стипендия на „Фондация Роберт Бош“ за проучвания в Русия и Грузия.
Последният ѝ роман „Котката и генералът“ („Die Katze und der General“) (2018) е номиниран за „Немската награда за книга“.
Нино Харатишвили живее като писателка и режисьорка в Хамбург.

## Театрални постановки
- 2006: Z
- 2007: Mein und dein Herz. Medeia
- 2007: Le petit Maitre
- 2007: Agonie
- 2008: Müde Menschen in einem Raum
- 2008: Selma
- 2009: Liv Stein
- 2009: Algier
- 2010: Le petit maître
- 2010: Zorn
- 2010: Radio Universe
- 2010: Das Jahr von meinem schlimmsten Glück
- 2011: Das Leben der Fische
- 2014: Land der ersten Dinge

## Награди и отличия
- 2008: Autorenpreis des Heidelberger Stückemarktes
- 2008: Rolf-Mares-Preis für Agonie im Lichthof Theater Hamburg
- 2008: Hauptpreis des Heidelberger Stückemarkts '08 für Liv Stein
- 2010: „Награда Аделберт фон Шамисо“ (поощрение)
- 2011: Debütpreis des Buddenbrookhauses für ihren Roman Juja
- 2011: Hotlist – Buchpreis der unabhängigen Verlage für ihren Roman Mein sanfter Zwilling
- 2011: „Кранихщайнска литературна награда“ (поощрение)
- 2012: Grenzgänger-Stipendium der Robert Bosch Stiftung für ihren Roman Das achte Leben (Für Brilka)
- 2014: „Баварска награда за книга“ (номинация)
- 2015: „Литературна награда на Културното сдружение на немската икономика“
- 2015: „Награда Ана Зегерс“[1]
- 2016: Sepp-Schellhorn-Stipendium
- 2017: Hertha Koenig-Literaturpreis
- 2017: Stipendium zum Lessing-Preis der Freien und Hansestadt Hamburg
- 2018: „Награда Бертолт Брехт“ für ihre Theaterstücke und den Roman Das achte Leben (Für Brilka)[2]
- 2018: „Немска награда за книга“ (финалист) für Die Katze und der General
- 2018: SABA-Preis (Georgien)